# DDTドラマティックファンタジア
DDTドラマティックファンタジアは、FIGHTING TV サムライで放送されていた、DDTプロレスリングの実況中継番組。

## 概要
前後編で放映される後楽園大会を中心に新木場大会や地方興行、DDTブランド興行などを放送する。また、2011年よりほぼ月一でのユニオンの中継が定例化、通常の実況陣に加えこれがユニオン初観戦となる「ユニオンビギナー」をゲスト解説として招いていた。
両国大会やユニオン後楽園大会、かつてのマッスルなどはバトルステーション枠で放送されている。
しかし2012年3月29日の放送をもって番組は打ち切り。過去の中継については4月以降も再放送枠（木曜26:00 - 28:00）で放送が行われるが、新規の中継はニコニコ動画に新たに開設された公式チャンネル「DDTプロレスアワー」に移行することになった。
- 初回放送：毎週木曜日午後11：00～午前0：00　同枠にバトルステーションのニアライブがくる週は金曜日の放映となる
- 実況：村田晴郎
- 解説：鈴木健（元週刊プロレス編集次長）

## DDTドラマティックファンタジアReturns
2012年10月のサムライTVハイビジョン化に伴う改編で放送開始。初回は10月11日22：00～23：00。
2014年3月を以って終了し、4月よりバラエティ番組「DDTのプロレスバンザイ＼(^o^)／」にリニューアルされる。